# Shane Churla
Shane Fredrick Churla, född 24 juni 1965, är en kanadensisk före detta professionell ishockeyforward som tillbringade elva säsonger i den nordamerikanska ishockeyligan National Hockey League (NHL), där han spelade för ishockeyorganisationerna Hartford Whalers, Calgary Flames, Minnesota North Stars, Dallas Stars, Los Angeles Kings och New York Rangers. Han producerade 71 poäng (26 mål och 45 assists) samt drog på sig 2 301 utvisningsminuter på 488 grundspelsmatcher. Churla spelade även på lägre nivåer för Binghamton Whalers i American Hockey League (AHL), Salt Lake Golden Eagles i International Hockey League (IHL) och Medicine Hat Tigers i Western Hockey League (WHL).
Han draftades i sjätte rundan i 1985 års draft av Hartford Whalers som 110:e spelare totalt.
Churla är syssling till den före detta utövaren av amerikansk fotboll, Mark Rypien som spelade som quarterback i National Football League (NFL) mellan 1986 och 2002 och som vann två Super Bowl (XXII och XXVI). Han var också det till ishockeyspelaren Rick Rypien som spelade i NHL fram tills 2011 när han tog sitt liv på grund av psykisk ohälsa.

## Statistik
| 1983–1984  | Medicine Hat Tigers     | WHL        | 48  | 3  | 7  | 10 | 115  | 14 | 1 | 5 | 6  | 41  |
| 1984–1985  | Medicine Hat Tigers     | WHL        | 70  | 14 | 20 | 34 | 370  | 9  | 1 | 0 | 1  | 55  |
| 1985–1986  | Binghamton Whalers      | AHL        | 52  | 4  | 10 | 14 | 306  | 3  | 0 | 0 | 0  | 22  |
| 1986–1987  | Hartford Whalers        | NHL        | 20  | 0  | 1  | 1  | 78   | 2  | 0 | 0 | 0  | 42  |
|            | Binghamton Whalers      | AHL        | 24  | 1  | 5  | 6  | 249  | —  | — | — | —  | —   |
| 1987–1988  | Hartford Whalers        | NHL        | 2   | 0  | 0  | 0  | 14   | —  | — | — | —  | —   |
|            | Binghamton Whalers      | AHL        | 25  | 5  | 8  | 13 | 168  | —  | — | — | —  | —   |
|            | Calgary Flames          | NHL        | 29  | 1  | 5  | 6  | 132  | 7  | 0 | 1 | 1  | 17  |
| 1988–1989  | Calgary Flames          | NHL        | 5   | 0  | 0  | 0  | 25   | —  | — | — | —  | —   |
|            | Salt Lake Golden Eagles | IHL        | 32  | 3  | 13 | 16 | 278  | —  | — | — | —  | —   |
|            | Minnesota North Stars   | NHL        | 13  | 1  | 0  | 1  | 54   | —  | — | — | —  | —   |
| 1989–1990  | Minnesota North Stars   | NHL        | 53  | 2  | 3  | 5  | 292  | 7  | 0 | 0 | 0  | 44  |
| 1990–1991  | Minnesota North Stars   | NHL        | 40  | 2  | 2  | 4  | 286  | 22 | 2 | 1 | 3  | 90  |
| 1991–1992  | Minnesota North Stars   | NHL        | 57  | 4  | 1  | 5  | 278  | —  | — | — | —  | —   |
| 1992–1993  | Minnesota North Stars   | NHL        | 73  | 5  | 16 | 21 | 286  | —  | — | — | —  | —   |
| 1993–1994  | Dallas Stars            | NHL        | 69  | 6  | 7  | 13 | 333  | 9  | 1 | 3 | 4  | 35  |
| 1994–1995  | Dallas Stars            | NHL        | 27  | 1  | 3  | 4  | 186  | 5  | 0 | 0 | 0  | 20  |
| 1995–1996  | Dallas Stars            | NHL        | 34  | 3  | 4  | 7  | 168  | —  | — | — | —  | —   |
|            | Los Angeles Kings       | NHL        | 11  | 1  | 2  | 3  | 37   | —  | — | — | —  | —   |
|            | New York Rangers        | NHL        | 10  | 0  | 0  | 0  | 26   | 11 | 2 | 2 | 4  | 14  |
| 1996–1997  | New York Rangers        | NHL        | 45  | 0  | 1  | 1  | 106  | 15 | 0 | 0 | 0  | 20  |
| NHL totalt | NHL totalt              | NHL totalt | 488 | 26 | 45 | 71 | 2301 | 78 | 5 | 7 | 12 | 282 |
| AHL totalt | AHL totalt              | AHL totalt | 101 | 10 | 23 | 33 | 723  | 3  | 0 | 0 | 0  | 22  |
| WHL totalt | WHL totalt              | WHL totalt | 118 | 17 | 27 | 44 | 485  | 23 | 2 | 5 | 7  | 96  |